# RadioShack
RadioShack Corporation (jurídicament Tandy Corporation) (NYSE RSH) administra una cadena de botigues d'articles electrònics als Estats Units, en diverses parts de l'Europa, Amèrica Central i Amèrica del Sud. A partir de 2003, ella va passar a comptar amb més de 6.000 botigues en els EUA, i va comunicar tenir un rendiment líquid de US$ 4,25 milers de milions (2007). La seu de la RadioShack està localitzada a Fort Worth, Texas.